# ダンウィッチの怪
『ダンウィッチの怪』（ダンウィッチのかい、英: The Dunwich Horror）または『ダニッチの怪』（ダニッチのかい）は、アメリカ合衆国のホラー小説家ハワード・フィリップス・ラヴクラフトの小説であり、1928年に執筆され、ウィアード・テイルズの1929年4月号に発表された。クトゥルフ神話・ラヴクラフト神話の1つ。

## 解説
ラブクラフトが創作したマサチューセッツ州の架空の村ダンウィッチおよびアーカムを舞台に、異界の邪神が人間の女性に産ませた落とし子の恐怖を描く。
宇宙的恐怖（コズミック・ホラー）という言葉で表現される「絶対的な力を持つ異形の存在に翻弄され、なす術もなく握り潰される人間」という構図・結末をとるラヴクラフト作品の中で、珍しく本作は、人間たちが「異形の存在」に立ち向かい勝利を得るというハッピーエンド的な結末を持つ。アンソロジーに採用されることも多く、ラヴクラフトの代表作かつ、入門作として取り上げられることも多い。
執筆年は1928年。ラヴクラフトが初期短編から、『未知なるカダスを夢に求めて』『クトゥルフの呼び声』『チャールズ・ウォードの奇怪な事件』などの中期作品に移行した後に執筆されている。特に『クトゥルフの呼び声』で言及された旧支配者と、『チャールズ・ウォードの奇怪な事件』にて名前だけ言及されたヨグ＝ソトースへの掘り下げが行われた。
さらに続くオーガスト・ダーレスが体系化した「クトゥルフ神話」においては、『クトゥルフの呼び声』『インスマウスの影』と共に決定的な中核となる。大瀧啓裕は、ダーレスは本作品が扱う正邪の抗争に目を付け、神話に導入したと解説している。
クトゥルフ神話内においては「ヨグ＝ソトース物語」の代表作であり、東雅夫は同物語の「大いなる原点」と解説している。
| 「                          | 透明な巨大怪物の脅威というSF的なアイデアを、緊迫感あふれるホラーの枠組みの中に活かしきった手腕はさすがであり、怪異に見舞われる共同体を緻密に描いている点も含めて、後代のモダンホラーの先駆と位置づけられよう。ウィルバー・ウェイトリイのキャラクターも強烈な印象を残す。 | 」 |
| — （辞典四、326-327頁より） | |    |

特定の語り手によるものではなく三人称体で記されており、ラヴクラフト作品としては珍しい。異次元的存在との交合により生まれたものが、最後、丘を昇りながら父の名を呼び絶命する展開など、本作はイエス・キリストの生涯のパロディーではないかとも言われている。
自作にあまり自信を表明しなかったラブクラフトだが、本作の出来には自信を持っており、文通仲間に回覧したさいも好評であった。今日では傑作とされているラヴクラフト作品でさえ売れないと感じるとあっさり不採用にしてきたウィアード・テイルズの編集者ファーンズワース・ライトでさえも、本作の採用を即座に決定している。
『月刊コミックビーム』2021年11月号から、田辺剛によるコミカライズ版が連載された。

## あらすじ
1913年、マサチューセッツ州の山奥の寒村ダンウィッチのはずれに、変人の老父と住むアルビノの女性、ラヴィニア・ウェイトリーが私生児を生む。その父親について老ウェイトリーは村人に対し、ラヴィニアの子はいつかあの丘で父の名を呼ぶだろうとだけ言う。
ウィルバーと名づけられたヤギに似た奇怪な容貌のその男児は、肉体、知性とも驚くほど成長が早く、妙な発声の仕方をし、村人からその祖父、母以上に気味悪がられる。また老ウェイトリーは、ウィルバーが生まれて以来、家の仕切り壁を取り払ったり、窓をふさいだり改築を進め、やたら牛を買い入れるようになるが、それが何のためかは不明である。
やがて老ウェイトリーは死に、ラヴィニアも行方不明となる。そしてウィルバーも1928年、ある呪文を知るために禁断の魔書『ネクロノミコン』をミスカトニック大学図書館から盗み出そうとしたところを番犬に襲われて死すが、そのときあらわになった下半身はこの世のものと思えぬほどの奇形であった。
ウィルバーが死ぬとダンウィッチ村で、草木をなぎ倒す何か巨大な「物」が通った跡が見つかる。ウェイトリー家の建物はすでに吹っ飛んでおり、あちこちで牛が殺され、村人は恐怖のどん底におちいる。そのころ、ミスカトニック大学図書館司書で、かつて恐ろしい予感がしたためにウィルバーに『ネクロノミコン』の貸し出しを断ったヘンリー・アーミテッジ博士が、ウィルバーの日記の解読に成功していた。それによれば、老ウェイトリーは、人類を滅ぼすであろう異次元の魔神をこの世によみがえらせようとしていたのであり、さらにその魔神をよみがえらせる前哨としてウェイトリー家にもすでに怪物がいるとのことなのであった。その対策の研究をはじめていた博士は、ウィルバーが死んでエサをもらえなくなった怪物が暴れ出したことと分かって、同僚のライス教授とモーガン博士と共にダンウィッチへ急行する。
電話報告中に命を落とした村人によれば、木や建物がなぎ倒されていくのが見えるだけで肝心の怪物は見えないのであったが、博士が調合した粉末で一瞬だけ怪物の姿が現われる。そのグロテスクな姿を望遠鏡で見た村人のひとりはその場で失神する。村人が見守る中、3人の博士が丘の上から呪文をとなえると、怪物は断末魔に「父、ヨグ＝ソトース」の名を叫び、消滅する。それはウィルバーの双子の兄弟で、こちらのほうがより父親に似ていたのだとアーミテッジ博士は説明する。

## 登場人物
この小説には、以下の人物のほかにも、ウェイトリー家の分家の者といった村人が複数登場する。
ウィルバー・ウェイトリー（Wilbur Whateley）
この物語の中心的人物。1928年の時点で15歳。1913年に異様な風貌で誕生し、成長のスピードが速く生後7か月で歩き始め、11か月で言葉を喋るようになる。またこの時点でヨグ＝ソトースについて触れている。4歳で声変わりし15歳ほどに見え、10歳でヒゲを生やしてすでに大人と変わらない外見にまで成長していた。髪は黒く、頬も黒ずんで痩せこけ、鼻が大きくラテン系のよう。ウェイトリー家の特徴（作中では、山羊のような頭と描写されている）として顎が貧弱で小さくなっている。色黒で母親とは似ていない。身長は1927年の夏の時点で7フィートになり、1928年の秋に死亡するまでに9フィート（約2.7m）まで伸びていた。彼の声は人間の発声器官と異なる器官を使用しているかのように思われたという証言がある。
学校にも行かず、幼い頃から一族の集めた魔術に関連する書物を与えられた。祖父の没後、母を蔑むようになる。身体からは、ダニッチの環状列石の遺跡と同じ酷い悪臭がしており、彼が生まれてからダニッチの山から響く物音が大きくなった。犬に嫌われ襲われる性質から、いつも拳銃を持っていた。幼少の頃から衣類のボタンをキッチリ留め、衣類が乱れることを嫌う。
祖父から受け継いだ16世紀英語版ネクロノミコンには異界への門を開ける呪文が載っていなかったため、ミスカトニック大学付属図書館のラテン語版ネクロノミコンを閲覧しようとする。そして1928年、本を盗み出そうと図書館に侵入しようとしたところを番犬に噛み殺される。
服で異形の身体を隠していた。体には骨がなく、衣類で隠されている部分は人間と似ても似つかない姿だった。上半身はまだ人間の形こそしていたが、ワニのようなゴワゴワした皮膚に毛が生えている。また吸盤の付いた触手が生え、色とりどりに変色していた。下半身は、完全に人間と異なる形になり、脚は恐竜の後ろ脚のような形で、先端は肉趾になっている。尻にピンクの未発達の目玉のような器官、口のようなものなどがあった。血液の代わりにペンキのような粘液が滴っていた。
死後に発見された日記によると、魔術以外にも住民とのトラブル、祖父の計画に対する不安や失敗の可能性、弟が自分より父親に似ていて知能が高く非人間的な発想をしていることに驚いていた。また、人間を滅ぼしても、人間に近い自分は旧支配者たちから疎外されると予測し悩んでいた。
ウィルバーの弟（Wilbur's brother）
ウィルバーの双子の名もない弟（順序への明言はない）。兄よりもはるかに「父親」に似ているとされ、成長が早く、全身に無数の触手と眼を有した家ほどの巨大な体に、ウェイトリー一族の特徴を備えた人間に近い顔を持つ。その姿は、普段は人には見えず、酷い悪臭がしてシダ植物の葉脈のような溝がついた樽ほどの大きな丸い足跡と黒いタールに似た粘液が残る。
存在を隠されており、身内以外には知られていなかった。牛の血液を主食としていたが、兄が死んで食事の供給が絶たれると、家を破壊して外に飛び出し、ダニッチ村の家や家畜を次々と襲うようになる。事件を知り村に赴いたヘンリー達にイブン・ハジの粉をかけられたことで姿を現し、ヘンリーがウィルバーの日記を解読して会得した呪文を、彼らが唱えたことによって父の名を呼びつつ消滅した。
ウィルバーの日記によれば高い知能を持つが、人間らしい脳は持っていないとされる。旧支配者が地球に帰還した後は何もかもが変わるので、兄のように彼らから疎外されるといった悩みを持っていなかった。また、自分たち兄弟は成長して人間らしい部分が失われて行くことを指摘している。
老ウェイトリー（Old Whateley）
ウィルバーの祖父でラヴィニアの父。ウィルバー誕生後、ある目的のために家を増改築し、牛を定期的に買い続けた。事ある毎に数世紀前の古い金貨を使用している。ウィルバーに魔術の手ほどきをし、1924年に死去。生前に「息子がセンティネル丘の上で父親の名前を叫ぶ日が来る。」と住民に話していた。
ラヴィニア・ウェイトリー（Lavinia Whateley）
ウィルバーの母親で老ウェイトリーの娘。やや体に障害のあるアルビノでピンク色の目を持ち、左右で腕の長さが違う。35歳で父親のわからない子供を出産する。ウィルバーが生まれた当初は息子を自慢していたが、老ウェイトリーの没後からウィルバーを恐れるようになる。1926年の万聖節前夜を境に消息を絶つ。
ヘンリー・アーミテッジ博士（Henry Armitage）
ミスカトニック大学司書（または図書館長）で同大学文学修士、プリンストン大学哲学博士、ジョンズ・ホプキンス大学文学博士の学位を持つ。年齢は1928年時点で73歳。
ネクロノミコンの貸出を求めるウィルバーと手紙で交流しており、1927年に実際に図書館を訪れたウィルバーが呪文を閲覧しているところを見て危険性を察し、ウィルバーを図書館から追い出して、他の大学図書館にも手を回してウィルバーへの本の貸出を禁じた。1928年の秋に大学図書館に忍び込んだウィルバーの死体を発見する。ウィルバーの没後、彼の暗号日記を解読して恐ろしい怪物の存在を知り、同僚のライスとモーガンを連れてダニッチを訪れる。
ウォーラン・ライス教授（Warren Rice）
ミスカトニック大学の職員。ウィルバーの死に立ち会い、続いてアーミテッジとともにダニッチの怪物退治に赴く。
フランシス・モーガン博士（Francis Morgan）
ミスカトニック大学の職員で、ライスとアーミテッジより年下。ウィルバーの死に立ち会い、続いてアーミテッジとともにダニッチの怪物退治に赴く。

## 収録・日本語訳リスト
- 「ダンウィッチの怪」『幻想と怪奇2 英米怪談集』塩田武訳、ハヤカワ・ポケット・ミステリ（1956年8月）
- 「ダンウィッチの怪」『怪奇小説傑作集3 英米篇Ⅲ』、大西尹明訳、創元推理文庫（1969年3月17日／改版2006年4月28日）、ISBN 978-4-488-50108-2
- 「ダンウィッチの怪物」『怪談3』、都筑道夫訳、少年少女講談社文庫(ふくろうの本)（1974年9月）
- 「悪魔のおとし子」『世界こわい話ふしぎな話傑作集04』、岡上鈴江訳、金の星社（1984年2月）、ISBN 978-4-323-00654-3
- 「ダンウィッチの怪」『定本ラヴクラフト全集4 小説篇IV』、鈴木克昌訳、国書刊行会（1985年2月22日）、ISBN 978-4-336-02640-8
- 「ダニッチの怪」 『ラヴクラフト全集5』、大瀧啓裕訳、創元推理文庫（1987年7月10日）、ISBN 978-4-488-52305-3
- 「ダンウィッチの怪」『インスマスの影 クトゥルー神話傑作選』南條竹則訳、新潮文庫（2019年8月）、ISBN 978-4-10-240141-5
- 「ダンウィッチの怪異」『『ネクロノミコン』の物語 新訳クトゥルー神話コレクション2』、森瀬繚訳、星海社（2018年5月）ISBN 978-4-06-512004-0